# Terminalia acuminata
Espèce
Classification phylogénétique
Statut de conservation UICN

 EW  : Éteint à l'état sauvage
Terminalia acuminata .Eichl est une espèce de plantes à fleurs de la famille des Combretaceae. C'était un arbre endémique de la forêt atlantique au Brésil, mais il s'est éteint dans la nature à cause de la perte d'habitat.

## Description
L'arbre a un tronc droit avec des branches de 25 mètres. Ses graines sont vertes et jaunes.
Son bois a été largement utilisé dans la construction, ainsi que dans la construction navale.

## Taxonomie
Le nom correct complet (avec auteur) de ce taxon est Terminalia acuminata (Allemão) Eichler.
L'espèce a été initialement classée dans le genre Vicentia sous le basionyme Vicentia acuminata Allemão.

### Synonymie
Terminalia acuminata a pour synonymes :
- Myrobalanus acuminata (Allemão) Kuntze
- Vicentia acuminata Allemão

## Extinction
Cette espèce a été considérée comme éteinte depuis 1942 et donnée comme éteinte en 1998 par l'Union internationale pour la conservation de la nature. Il existe encore deux individus au Jardin botanique de Rio de Janeiro.
En mai 2016, il a été signalé que de nouveaux spécimens ont été découverts dans le parc État Serra da Tiririca à Itacoatiara, Niterói; State Park Mendanha à Nova Iguaçu; dans le parc national de la Tijuca; et le Parc Naturel City Municipal, en Gávea, dans la ville de Rio de Janeiro,.